# هارفي شميت
هارفي شميت (بالإنجليزية: Harvey Schmidt)‏ هو ملحن أمريكي، ولد في 12 سبتمبر 1929 في دالاس في الولايات المتحدة، وتوفي في 28 فبراير 2018 في تومبول في الولايات المتحدة.

## وصلات خارجية
- هارفي شميت على موقع IMDb (الإنجليزية)
- هارفي شميت على موقع ميوزك برينز (الإنجليزية)
- هارفي شميت على موقع قاعدة بيانات برودواي على الإنترنت (الإنجليزية)
- هارفي شميت على موقع إن إن دي بي (الإنجليزية)
- هارفي شميت على موقع أول ميوزيك (الإنجليزية)
- هارفي شميت على موقع ديسكوغز (الإنجليزية)
- هارفي شميت على موقع قاعدة بيانات الفيلم (الإنجليزية)